# 오그넨 코로만
오그넨 코로만(세르비아어: Огњен Короман, 영어: Ognjen Koroman, 1978년 9월 19일 ~ )은 보스니아 헤르체고비나계 세르비아 축구 선수로, 유고슬라비아 사회주의 연방공화국(현 보스니아 헤르체고비나) 팔레 출생이다. 2009년부터 2010년까지 K리그의 인천 유나이티드에서 활약하였으며, 코로만이라는 이름을 사용하였다.

## 축구인 경력

### 클럽 경력
1997년 메리디안 수페르리가의 FK 라드니츠키 크라구예바츠에서 프로 생활을 시작하였고, 1998년 FK 스파르타크 수보티차로 이적하여 2000년까지 뛰었다. 2000년 OFK 베오그라드로 이적하여 활약하였으며, 2002년 러시아 프리미어리그의 FC 디나모 모스크바로 팀을 옮긴 뒤 FC 크릴리야 소베토프 사마라 FC 테레크 그로즈니 등 러시아 무대에서 활약하였다.
2006년 1월 코로만은 잉글랜드 프리미어리그의 포츠머스 FC로 임대 이적하였고, 2005-06 시즌 마지막 라운드인 리버풀 FC와의 경기에서 득점을 기록하였다. 2006년 8월 코로만은 포츠머스 FC와 재계약을 체결하였으나, 거의 출전 기회를 잡지 못하여 계약 기간이 끝난 2007년 2월 6일 메리디안 수페르리가의 FK 츠르베나 즈베즈다로 이적하여 세르비아 무대로 복귀하였다. 또한 그는 시즌 첫 경기인 추카리치키 스탄콤과의 경기에서 지난 18개월 동안 팀의 주장이었던 데얀 밀로바노비치를 대신하여 팀의 새로운 주장으로서 데뷔하였다.
2009년 7월 3일, 2006년 FIFA 월드컵 당시 세르비아 몬테네그로 국가대표팀의 감독이었던 일리야 페트코비치가 지휘봉을 잡고 있는 K-리그의 인천 유나이티드로 이적하였다.

### 국가대표 경력
2002년 2월 13일 피닉스에서 열린 멕시코와의 친선경기에서 유고슬라비아 국가대표팀에 데뷔하였고, 2004년 10월 13일 베오그라드에서 열린 산마리노와의 2006년 FIFA 월드컵 예선에서 A매치 첫 득점을 올렸다. 2005년 11월 16일 서울특별시에서 열린 대한민국과의 친선경기에 선발되어, 2006년 FIFA 월드컵을 앞둔 대한민국과 경기를 갖기도 하였다. 2006년 FIFA 월드컵에 선발되어 네덜란드와 아르헨티나와의 경기에 출전하였고, 특히 네덜란드와의 경기에서 뛰어난 활약을 보였다. 하지만, 두 경기에서 심판에게 다가가 상대 선수에게 옐로카드를 선언하라며 카드를 흔드는 듯한 손짓을 하여, 두 번의 옐로카드를 받아 비판의 대상에 오르기도 하였으며, 조별 예선 마지막 경기인 코트디부아르전에서는 경고 누적으로 결장하게 되었다.

## 플레이 스타일
177cm의 키에 다부진 체구에서 나오는 패스 능력과 동료를 적절히 활용한 움직임을 갖추었고, 빠른 스피드와 자신의 체격을 이용한 위협적인 드리블을 선보이며, 미드필드 전 지역에서 활동할 수 있는 강점을 가지고 있다.

## 그 외
2006년 6월 11일 2006년 FIFA 월드컵에서 네덜란드와의 조별 예선 경기에서 자신을 선발 선수가 아닌 후보 선수로 기용하였고, 0-1로 패배하자, 감독인 일리야 페트코비치의 수비적인 전술을 비난하기도 하였다.

## 기록

### 클럽 경력 기록
마지막 업데이트: 2010년 3월 20일
| 시즌    | 팀                          | 리그         | 등급 | 경기 | 골 |
| ------- | --------------------------- | ------------ | ---- | ---- | -- |
| 1997-98 | FK 라드니츠키 크라구예바츠  | 유고슬라비아 | 1    | 32   | 0  |
| 1998-99 | FK 라드니츠키 크라구예바츠  | 유고슬라비아 | 1    | 9    | 1  |
| 1998-99 | FK 스파르타크 수보티차      | 유고슬라비아 | 1    | 6    | 2  |
| 1999-00 | FK 스파르타크 수보티차      | 유고슬라비아 | 1    | 33   | 2  |
| 2000-01 | OFK 베오그라드              | 유고슬라비아 | 1    | 29   | 1  |
| 2001-02 | OFK 베오그라드              | 유고슬라비아 | 1    | 17   | 3  |
| 2002    | FC 디나모 모스크바          | 러시아       | 1    | 24   | 6  |
| 2003    | FC 디나모 모스크바          | 러시아       | 1    | 14   | 6  |
| 2003    | FC 크릴리야 소베토프 사마라 | 러시아       | 1    | 6    | 1  |
| 2004    | FC 크릴리야 소베토프 사마라 | 러시아       | 1    | 26   | 1  |
| 2005    | FC 크릴리야 소베토프 사마라 | 러시아       | 1    | 18   | 1  |
| 2005    | FC 테레크 그로즈니          | 러시아       | 1    | 6    | 1  |
| 2005-06 | 포츠머스 FC                 | 잉글랜드     | 1    | 3    | 1  |
| 2006-07 | 포츠머스 FC                 | 잉글랜드     | 1    | 1    | 0  |
| 2006-07 | FK 츠르베나 즈베즈다        | 세르비아     | 1    | 12   | 2  |
| 2007-08 | FK 츠르베나 즈베즈다        | 세르비아     | 1    | 28   | 6  |
| 2008-09 | FK 츠르베나 즈베즈다        | 세르비아     | 1    | 21   | 5  |
| 2009    | 인천 유나이티드             | 대한민국     | 1    | 10   | 3  |
| 2010    | 인천 유나이티드             | 대한민국     | 1    | 4    | 1  |

### 국가대표팀 득점 기록
마지막 업데이트: 2010년 1월 1일
득점과 결과 리스트는 세르비아 축구 국가대표팀의 득점을 먼저 기록하였다.
| # | 일시             | 장소                            | 상대 국가 | 득점 | 결과 | 경기 형식                    |
| - | ---------------- | ------------------------------- | --------- | ---- | ---- | ---------------------------- |
| 1 | 2004년 10월 13일 | 세르비아 몬테네그로, 베오그라드 | 산마리노  | 4-0  | 5-0  | 2006년 FIFA 월드컵 지역 예선 |

## 수상

### 클럽

#### FC 크릴리야 소베토프 사마라
- 러시아 컵 준우승 1회 : 2003-04 시즌

#### FK 츠르베나 즈베즈다
- 메리디안 수페르리가 우승 1회 : 2006-07 시즌
- 메리디안 수페르리가 준우승 1회 : 2007-08 시즌
- 세르비아 컵 우승 1회 : 2006-07 시즌